# Cornelis van Baersdorp

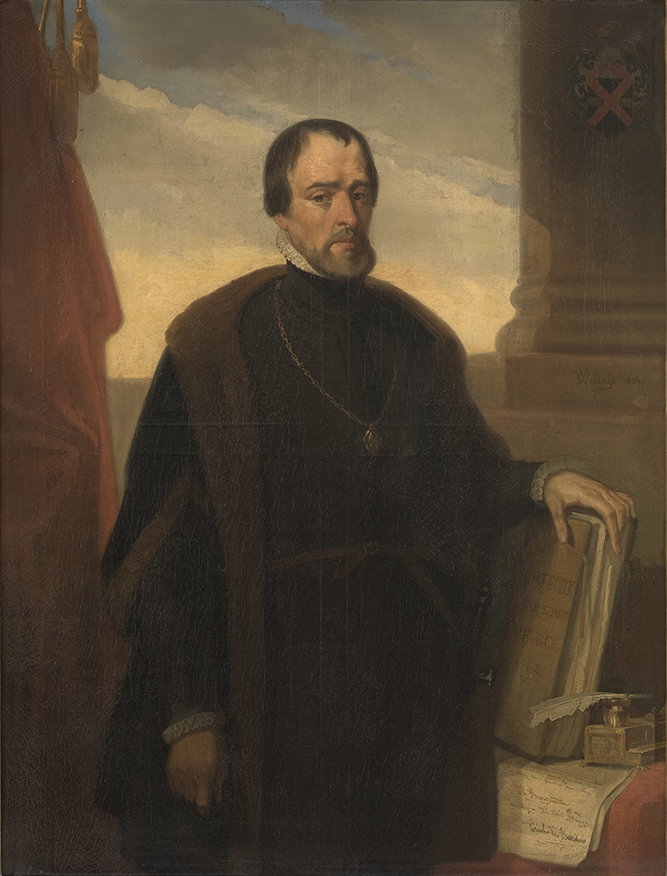
Portret van van Cornelis Van Baersdorp in 1562 door Eduard Wallays (1839)

Cornelis van Baersdorp (Brugge ca. 1485 - 24 november 1565), ook genaamd Baersdorpius, was lijfarts van keizer Karel V.

## Levensloop
Cornelis van Baersdorp behoorde, zo wordt gemeld, tot de Zeeuwse familie Van Borselen, waarbij hij wordt aangeduid als een afstammeling van een bastaard van Wolfert I van Borselen, die de naam Wolfert Van Borselen - Van Baersdorp droeg en in 1332 overleed. De stamboom, zoals door Gailliard in Bruges et le Franc opgetekend, lijkt eerder verward (met moeilijk in overeenstemming te brengen chronologie) en het is niet goed begrijpelijk waarom de afstammelingen na twee generaties de meer prestigieuze naam Van Borselen zouden hebben verlaten om alleen de bescheidener naam Van Baersdorp over te houden. Nog volgens die stamboom zou de grootvader van Cornelis, David van Baersdorp, getrouwd zijn met Claire van Borsselen, dochter van de heer van Brigdam. In de genealogie van de Van Borselens door Dek komt echter in de tak van de heren van Brigdam geen heer voor met een dochter Claire die met een Van Baersdorp getrouwd zou zijn.
Volgens sommigen zou Cornelis geboren zijn in Baersdorp, een heerlijkheid in Zuid-Beveland (tegenwoordig een gehucht in de gemeente Borsele). De meeste auteurs, met inbegrip van de Nederlandse auteur Kooperberg, situeren echter zijn geboorte in Brugge, aangezien zijn ouders, Jan van Baersdorp (die er in 1488 stierf) en Catharina van Maelstede, er woonden.
Van Baersdorp was leerling van de Latijnse school in Brugge. Hij deed studies in Italië (Pavia?) en Frankrijk. Hij zou er onder meer dezelfde leermeesters hebben gehad als Vesalius, die later een stevige tegenstrever van hem werd.
Vervolgens praktiseerde hij in Brugge. Hij stelde daarbij zijn ervaringen te boek. Eerst publiceerde hij een traktaat dat een universeel geneeskundig systeem voorstelde, gebaseerd op de leer van Claudius Galenus. Een tweede werk (postuum gepubliceerd) behandelde de problemen van jicht en artrose die hij bij keizer Karel V van nabij had kunnen leren kennen.
In Brugge bewoog hij zich in de humanistische kringen. Zo was hij bevriend met Johannes de Witte en werd door hem als een van zijn twee testamentuitvoerders aangeduid. Hij kreeg hierdoor de opdracht de Illustere school op te richten, waarvoor De Witte fondsen had voorzien. Van Baersveld had onder meer de opdracht de hoogleraren aan te duiden die er zouden doceren. De eerste die hij in 1541 aanstelde om er de leerstoel 'bonae litterae' te bekleden was Joris Cassander. Hij sloot vriendschap met hem. Aan het begin van de jaren 1560, toen het troebele tijden waren, verleende hij Cassander gastvrijheid in zijn woning. Hij was ook bevriend met Juan Luis Vives en steunde de armenzorg zoals de Spanjaard ze propageerde.

## Lijfarts van keizer en koninginnen
Zijn reputatie maakte dat Van Baersdorp rond 1550 naar het keizerlijk hof werd geroepen. De taak die hij er moest vervullen was niet makkelijk. Enerzijds was de verbitterde keizer Karel een lastige patiënt, anderzijds werd Van Baersdorp geconfronteerd met de beroepsnijd en na-ijver van oudere collega's. Hij kreeg heel wat vernederingen te slikken. Hij kreeg nochtans steun van voorname hovelingen, onder wie Lodewijk van Vlaanderen, heer Van Praet die hoofd van de Raad van Financiën in de Nederlanden was. Hij werd ook de vertrouwensarts van de koninginnen Eleonora van Habsburg (1498-1558) en Maria van Hongarije, zussen van keizer Karel.
Van Baersdorp moest jacht maken op allerhande kwakzalvers en 'genezers' die al te makkelijk gehoor kregen bij de keizer.
Ondanks de moeilijkheden en de kritiek die hij had, waardeerde de keizer toch zijn arts. Toen hij naar San Yuste vertrok, nam hij hem wel niet met zich mee, maar korte tijd daarop ontbood hij hem toch bij zich. In hetzelfde jaar 1558 verloor Van Baersveld zijn drie koninklijke patiënten.
In 1556 bevestigde Karel de adellijke kwaliteit van zijn arts en bevorderde hem tot paltsgraaf, met allerhande privileges. De benoemingsakte stond bol van de lofbetuigingen aan het adres van de arts die overal de keizer was gevolgd, te land en ter zee en die, zonder op eigen rust of gezondheid te letten, bestendig bij zijn zorgbehoevende en ongeneeslijke patiënt was gebleven en hem vaak het leven had gered. Men kan zich de vraag stellen of het perkament betreffende deze adelserkenning en -verheffing wel authentiek is. Er staan zo overdreven en dithyrambische lofbetuigingen en zodanig veel en buitenissige voorrechten in vermeld, dat men zich vragen kan stellen. De akte vermeldde namelijk onder meer: dat Van Baersdorp in heel het keizerrijk notarissen en rechters mocht benoemen; overal natuurlijke kinderen mocht erkennen; kinderen meerderjarig mocht verklaren; elk jaar drie personen tot licentiaat in om het even welke discipline mocht diplomeren; elk jaar een onbeperkt aantal laureaat-dichters mocht aanduiden; en daarbij werd hij zelf tot burger benoemd van alle steden in het keizerrijk. Er berust trouwens geen authentieke akte van deze beslissing in de keizerlijke archieven, of die is althans niet bekend. De bestaande 'authentieke akte' is een perkament dat in privébezit (bij de familie?) berustte en tot hiertoe nooit op zijn echtheid werd bestudeerd. Toch werd het in de negentiende eeuw en tot vandaag niet in vraag gesteld.

## Terug in Brugge
Na de dood van zijn illustere patiënt keerde Van Baersdorp voorgoed naar Brugge terug. Hij werd er schepen in 1561, burgemeester in 1562-63 en voogd van de Potterie in 1563-65. Een portret van hem wordt bewaard in het Museum van de Potterie.
Bij zijn dood werd hij, na een prinselijke uitvaart, begraven in de Sint-Donaaskathedraal. Bij de opgravingswerken van 1955-56 werd het graf van Van Baersdorp ontdekt, langs binnen beschilderd met de wapens van het echtpaar. De grafzerk ging verloren.

## Gezindheid
Er zijn aanwijzingen dat Van Baersdorp hervormingsgezind was of neigingen had in die richting. Hij stelde zich in de jaren zestig op als ondersteuner van Joris Cassander in diens bemiddelingspogingen in Duitsland en Frankrijk, om de verschillende geloofsovertuigingen te verzoenen. Toen Cassander ziek in Brugge verbleef, verleende Van Baersdorp hem onderdak. Hij spaarde ook zijn lof niet voor het stadsbestuur van Keulen, dat als eerste zijn politiek van vervolgingen tegenover de wederdopers milderde.
Als burgemeester in 1563-64 trad hij op tegen de directieven van de Spaanse Inquisitie. Hij liet zijn afkeer blijken van een te verregaand geloofsonderzoek. Hij verzette zich tegen de plannen om de parochiegeestelijkheid op huisbezoek te sturen om de communicanten te registreren, omdat dit volgens hem een voorwendsel kon zijn om personen te noteren die men van protestantisme verdacht. In de hevige strijd over wie de armenzorg moest behartigen, het stadsbestuur of de geestelijkheid, koos hij onvoorwaardelijk voor de eersten, in overeenstemming met wat zijn vriend Juan Vivès hierover geschreven had.
Dit alles bracht de inquisiteur Lorenzo de Villavicencio, augustijn en aalmoezenier van de Spaanse natie in Brugge, ertoe begin 1565 een schrijven te richten tot koning Filips II, waarin hij Baersdorp voorstelde als een begunstiger van de protestanten en zelfs als aanhanger van de ketterse ideeën. Een gerechtelijk onderzoek leek eraan te komen.
Daarbij kwam ook nog dat de godsdienstkwestie in de eigen familie Van Baersdorp voor problemen zorgde. Een van de zoons van Cornelis, Philip, was protestant geworden, wat er in 1570 een andere zoon, Judocus, kanunnik van Sint-Donaas toe bracht zijn broer uit zijn erfenis te schrappen. Deze Philip van Baersdorp (†1614) werd in het eerste calvinistische bestuur in Brugge in 1579-80 burgemeester van de raadsleden. Een broer van Cornelis, Willem van Baersdorp, was raadsheer geworden in de provinciale justitieraad van Holland in Den Haag, wat laat vermoeden dat hij hervormingsgezind was geworden. 
De beschuldigingen kwamen bij Cornelis zeer hard aan. Toen hij op 24 november 1565 overleed, ging  het gerucht zowel in Brugge als in Brussel dat de onterechte aanklachten de oorzaak waren van zijn ziekte en dood. Viglius schreef in een brief aan kardinaal Granvelle dat hij had vernomen dat het hart van de arts het had begeven toen hij werd verwittigd door de hofpredikant en augustijn de Villavicencio, dat hij voor de rechtbank zou worden gedaagd als beschermer van de ketters.

## Gezin
Van Baersdorp trad eerst in het huwelijk met Isabelle de Damhouder. Ze hadden één zoon, die vroeg stierf, weldra gevolgd door de moeder.
Hij trouwde vervolgens met Anne de Mouscron of de Mouscheron, die hem negen kinderen schonk.
Hun oudste dochter trouwde met de arts Georges Harlebout.

## Publicaties
- Methodus universa artis medici formulis expressa ex Gaietti traditionibus, qua scopi omnes curantibus necessarii demonstrantur ex quinque partibus disserta, Brugge, drukker Hubertus De Croock, 1538
- Consilium de arthritidis præservatione et curatione, Frankfurt 1592.

## Uitgave
- Alfons DE WITTE, Cornelis de Baersdorp, lijfarts van Keizer Karel. Correspondentie 1548-1561, in: Scientiarum Historia, 1959, blz. 177-190